# Whitey Durham
Brian "Whitey" Durham, gespeeld door acteur Barry Corbin, is een personage uit de televisieserie One Tree Hill.

## Biografie
Whitey Durham verloor zijn vrouw op de operatietafel en is er nooit meer overheen gekomen. Hij is de coach van de Ravens en beschouwt de spelers van zijn team als zijn eigen kinderen. Hij is ook goed bevriend met Keith Scott, een voormalige speler van hem. Echter, Keith's broer Dan is Whitey's grootste rivale, gezien Dan zijn baan over wil nemen.

## Seizoen 1
Whitey accepteert Lucas Scott in zijn team wanneer de toenmalige teamspelers aan het rijden waren onder invloed en Whitey daarom een nieuwe teamspeler zoekt. Sindsdien heeft het team geen wedstrijd meer verloren. Dit verandert wanneer Whitey een operatie aan zijn oog moet krijgen en daarom tijdelijk moet stoppen met zijn baan als coach. Wanneer Dan zijn functie overneemt, verliest het team voor het eerst, sinds de komst van Lucas, een wedstrijd. Whitey ziet zijn enige kans om ooit te winnen in zijn leven te vergaan.

## Seizoen 2
Whitey dient in het tweede seizoen als persoon waar mensen naartoe gaan als ze raad nodig hebben. Ze haalt hij teamspeler Jake Jagielski over om te vechten voor zijn kind. Lucas haalt hem over toch een operatie aan zijn oog te laten krijgen, omdat hij anders zal overlijden. Whitey was namelijk bang voor een operatie, gezien zijn vrouw op die manier aan haar einde was gekomen, en weigerde er zelf een te ondergaan.

## Seizoen 3
Whitey probeert dingen goed te maken tussen Lucas, Haley James en Nathan Scott, nadat hij een enorme ruzie tussen de drie heeft veroorzaakt. Ook laat hij het team voortaan oefenen in een oude en verlaten zaal, omdat hij vindt, na veel onvolwassen gedrag, dat het team het niet verdient om in een goede gymzaal te spelen. Hij helpt Lucas en Karen Roe wanneer ze de dood van Keith maar niet kan verwerken en probeert Dan tegen te houden van het pijn doen van nog meer mensen.

## Seizoen 4
Whitey laat Skills Taylor toe in het teamen, waarna ze de ene na de andere overwinning behalen. Wanneer het team de staatskampioenschap wint, ziet Whitey dit als de grootste mijlpaal uit zijn leven.